# Кабеза
Кабеза је старо српско пиће. Кабеза на турском значи сок. Раније, у претходна  два века пиће је било јако популарно у народу. Када су вашари били једина забава и није било супер, мега и хипер маркета већ само самосталних занатлија и малих трговина ово пиће је било често освежење. Аутентична кабеза се производи само у малим содаџијским радњама, које су сада малтене већ потпуно нестале. То је пиће црвене или наранџасте боје које се прави од биљног сирупа и соде. Има сладак укус, по много чему специфичан, благо је газирано.
У Јагодини и дан данас ради радња са традицијом дужом од 60 година која у понуди још увек има Кабезу, Клакер, Бозу. У Нишу постоји радња са традицијом од 40 година која још увек производи кабезу и клакер. У Србији је основана омладинска организација „Кабеза начин живота“ која је добила име по овом пићу.